# Cangur rata de Lesueur
El cangur rata de Lesueur (Bettongia lesueur) és un petit marsupial relacionat amb els cangurs. És un exemple fascinant dels efectes dels animals introduïts sobre la fauna i els ecosistemes australians. Antigament era el mamífer macropodiforme més comú de tot el continent, però actualment només viu en illes i en una població recentment introduïda al continent, a Shark Bay.